# Bezděčí
Bezděčí (německy Besdietch) je malá vesnice, část města Velké Opatovice v okrese Blansko. Nachází se asi 4,5 km na západ od Velkých Opatovic.
Na jihozápadním okraji vsi pramení říčka Jevíčka.

## Název
Původní podoba jména vesnice byla Bezděč (v mužském rodě) odvozená od osobního jména Bezděk. Její význam byl "Bezděkův majetek". Od roku 1544 je doložena podoba Bezděčí ve středním rodě. Německé jméno vzniklo z českého.

## Historie
První písemná zmínka o vesnici pochází z roku 1318.
V letech 1850–1980 byla samostatnou obcí a od 1. července 1980 se vesnice stala součástí města Velké Opatovice.